# Earl Scruggs

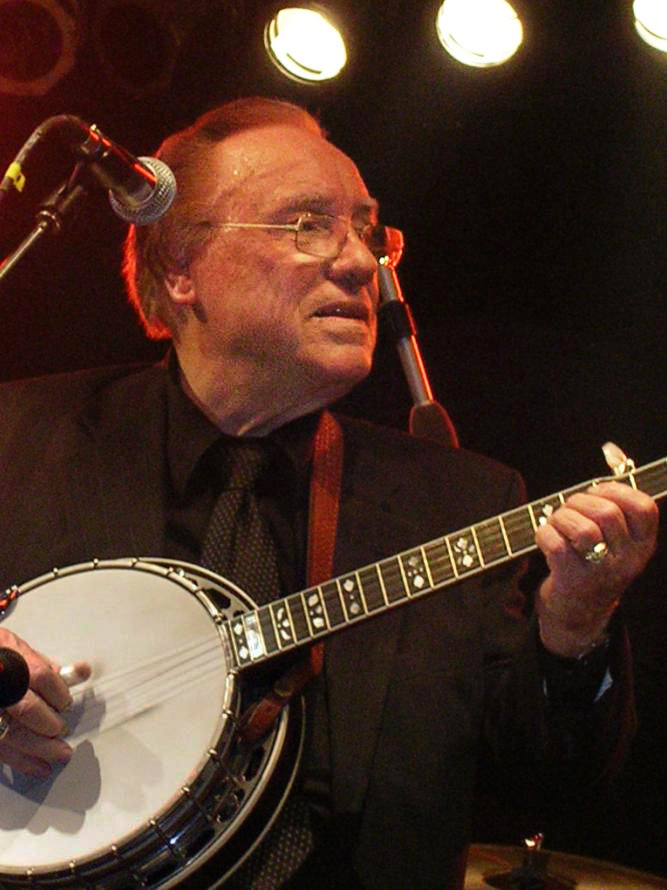
Earl Scruggs (2005)

Earl Eugene Scruggs (* 6. Januar 1924 bei Shelby, North Carolina; † 28. März 2012 in Nashville, Tennessee) war ein US-amerikanischer Bluegrass-Musiker. Scruggs galt als Virtuose auf dem Banjo und spielte eine entscheidende Rolle in der Entwicklung des Bluegrass.

## Leben

### Kindheit und Jugend
Earl Scruggs begann bereits im Alter von vier Jahren Banjo zu spielen und entwickelte unter dem Einfluss von „Smith“ Hammett und Snuffy Jenkins einen neuartigen Stil, der die Spielweise des Banjos revolutionierte und heute Standard für die meisten Bluegrass-Banjoisten ist. Scruggs’ Vater, ein Farmer und Buchhalter, spielte Fiddle und Banjo. Er starb nach schwerer Krankheit, als Scruggs vier Jahre alt war. Earl Scruggs’ Geschwister spielten ebenfalls alle ein Instrument.

### Karrierebeginn
Scruggs begann seine Karriere 1945 bei Bill Monroes Bluegrass Boys. Er ersetzte den Oldtime-Banjospieler David Akeman („Stringbean“), der im Clawhammer- und Frailing-Stil spielte und Monroe im September 1945 verlassen hatte. Mit Scruggs entwickelte sich die Musik der Band schnell zu dem, was später Bluegrass genannt wurde. Auf der Bühne hob Monroe Scruggs stets mit den Worten „Earl Scruggs with his fancy banjo“ hervor. Durch regelmäßige Auftritte in der Grand Ole Opry beim Sender WSM in Nashville stieg Scruggs’ Bekanntheit. 1948 trennte sich Scruggs von Bill Monroe und seinen Bluegrass Boys, was sowohl persönliche als auch kommerzielle Gründe hatte.

### Flatt and Scruggs
Zusammen mit dem Gitarristen Lester Flatt gründete er das Duo Flatt and Scruggs. Die beiden hatten sich bei den Bluegrass Boys kennengelernt, und 1948 trat auch Flatt aus der Band aus. Den Verkaufszahlen nach wurden Flatt und Scruggs zusammen mit ihrer Band, den Foggy Mountain Boys, die erfolgreichsten Bluegrass-Künstler der Vereinigten Staaten. Ihre Auftritte führten sie quer durch die USA, und sie waren Mitglied der Grand Ole Opry, des Tennessee Barn Dance in Knoxville und des Louisiana Hayride. Ihr größter Hit wurde der Foggy Mountain Breakdown, die spätere Titelmelodie für den Film Bonnie and Clyde. Einem nicht mit Bluegrass vertrauten Publikum wurden Flatt und Scruggs durch die Titelmelodie der Fernsehserie The Beverly Hillbillies bekannt; sie hatten auch Gastauftritte in der Sendung.
Scruggs trennte sich 1969 von Lester Flatt, um ab den 1970er-Jahren mit seinen drei Söhnen die Earl Scruggs Revue zu betreiben. Die Band leistete Pionierarbeit bei der Elektrifizierung des akustischen Bluegrass, indem sie die traditionelle Instrumentierung um Schlagzeug und elektrischen Bass erweiterte und das Genre mit Rock-Elementen anreicherte.

## Auszeichnungen
Im Laufe der Jahre wurde Scruggs vielfach geehrt: 1985 erfolgte die Aufnahme in die Country Music Hall of Fame, 1991 wurde er in die International Bluegrass Music Hall of Honor aufgenommen, 2002 in die America’s Old Time Country Music Hall of Fame. 
1992 wurde ihm vom amerikanischen Kongress die National Medal of Arts verliehen. Bei den Grammy Awards 2008 erhielt Scruggs den „Lifetime Achievement Award“ für sein musikalisches Lebenswerk.

## Diskografie
Für Veröffentlichungen als Teil von Flatt & Scruggs siehe hier.

### Alben
| Jahr | Titel                        | Höchstplatzierung, Gesamtwochen, AuszeichnungChartplatzierungen (Jahr, Titel, Platzierungen, Wochen, Auszeichnungen, Anmerkungen) | Höchstplatzierung, Gesamtwochen, AuszeichnungChartplatzierungen (Jahr, Titel, Platzierungen, Wochen, Auszeichnungen, Anmerkungen) | Anmerkungen                     |
| Jahr | Titel                        | US | Country | Anmerkungen                     |
| ---- | ---------------------------- | --- | --- | ------------------------------- |
| 1972 | Live At Kansas State         | — | Country20 (14 Wo.)Country | mit The Earl Scruggs Revue      |
| 1973 | Rockin’ Cross The Country    | — | Country46 (3 Wo.)Country |                                 |
| 1973 | The Earl Scruggs Revue       | US169 (5 Wo.)US | Country20 (8 Wo.)Country | mit The Earl Scruggs Revue      |
| 1975 | Anniversary Special          | US104 (10 Wo.)US | Country16 (11 Wo.)Country | mit The Earl Scruggs Revue      |
| 1976 | The Earl Scruggs Revue 2     | US161 (4 Wo.)US | Country32 (11 Wo.)Country |                                 |
| 1976 | Family Portrait              | — | Country49 (2 Wo.)Country |                                 |
| 1977 | Live from Austin City Limits | — | Country49 (1 Wo.)Country | mit The Earl Scruggs Revue      |
| 1978 | Bold & New                   | — | Country50 (1 Wo.)Country | mit The Earl Scruggs Revue      |
| 2001 | Earl Scruggs and Friends     | — | Country39 (35 Wo.)Country |                                 |
| 2003 | Three Pickers                | US179 (4 Wo.)US | Country24 (16 Wo.)Country | mit Doc Watson und Ricky Skaggs |

Weitere Alben
- 1970: Nashville’s Rock
- 1971: Earl Scruggs His Family And Friends
- 1972: I Saw The Light With Some Help From My Friends
- 1972: Will the circle be unbroken (mit der Nitty Gritty Dirt Band)
- 1973: Dueling Banjos
- 1974: Where The Lilies Bloom
- 1977: Strike Anywhere
- 1979: Today And Forever (mit The Earl Scruggs Revue)
- 1980: Country Comfort
- 1982: The Storyteller And The Banjo Man (mit Tom T. Hall)
- 1982: Top Of The World (mit den Burrito Brothers)
- 1984: Super Jammin’
- 1984: American Made World Player
- 1987: Banjoman
- 1998: Artist’s Choice: The Best Tracks, 1970–1980 (mit The Earl Scruggs Revue)
- 2002: Classic Bluegrass Live - 1959–1966 (Teilweise mit Lester Flatt und den Foggy-Mountain-Boys)
- 2004: The Essential Earl Scruggs (2 CDs)
- 2005: Anniversary Special - Volume One - Volume Two (mit The Earl Scruggs Revue)
- 2008: Earl Scruggs with Family & Friends - The Ultimate Collection: Live at the Ryman

### Singles
| Jahr | Titel Album                                                                | Höchstplatzierung, Gesamtwochen, AuszeichnungChartsChartplatzierungen (Jahr, Titel, Album, Platzierungen, Wochen, Auszeichnungen, Anmerkungen) | Anmerkungen                                                   |
| Jahr | Titel Album                                                                | Country | Anmerkungen                                                   |
| ---- | -------------------------------------------------------------------------- | --- | ------------------------------------------------------------- |
| 1970 | Nashville Skyline Rag Earl Scruggs: His Family and Friends                 | Country74 (2 Wo.)Country | B-Seite: Train No 45                                          |
| 1979 | I Could Sure Use The Feeling Today & Forever                               | Country30 (11 Wo.)Country | B-Seite: Drive To The Country                                 |
| 1979 | Play Me No Sad Songs Today & Forever                                       | Country82 (4 Wo.)Country | B-Seite: Morning After Kind Of Man                            |
| 1980 | Blue Moon of Kentucky Today & Forever                                      | Country46 (9 Wo.)Country | B-Seite: Give Me A Sign                                       |
| 1982 | There Ain’t No Country Music on This Jukebox Storyteller and the Banjo Man | Country77 (4 Wo.)Country | B-Seite: Don’t This Road Look Rough And Rocky mit Tom T. Hell |
| 1982 | Song Of The South Storyteller and the Banjo Man                            | Country72 (5 Wo.)Country | B-Seite: Shackles And Chains mit Tom T. Hell                  |

Weitere Singles
- 1971: East Virginia Blues / Lonesome Reuben
- 1971: Country Comfort / T For Texas
- 1971: Brand New Tennessee Waltz / Foggy Mountain Breakdown
- 1972: Lonesome And A Long Way From Home / Never Ending Song Of Love
- 1973: If I’d Only Come And Gone / Station Break
- 1974: Where The Lilies Bloom / All My Trials
- 1974: Travelin’ Prayer / Silver Eagle
- 1976: Tall Texas Woman / Daydream
- 1978: Cabin / Our Love Is Home Grown
- 1980: Country Comfort / It’ll Be Alright
- 1982: Sittin’ On Top Of The World / Lindsey
- 1983: Could You Love Me One More Time / Roller Coaster
- 1984: Pedal To The Metal / Leaving Louisiana In Broad Daylight

### Gastbeiträge
| Jahr | Titel Album                         | Höchstplatzierung, Gesamtwochen, AuszeichnungChartsChartplatzierungen (Jahr, Titel, Album, Platzierungen, Wochen, Auszeichnungen, Anmerkungen) | Anmerkungen         |
| Jahr | Titel Album                         | Country | Anmerkungen         |
| ---- | ----------------------------------- | --- | ------------------- |
| 1998 | Same Old Train Tribute to Tradition | Country59 (5 Wo.)Country | mit Various Artists |

### Videoalben
- 2003: The Three Pickers (mit Doc Watson und Ricky Skaggs)
- 2005: Earl Scruggs — His Family and Friends
- 2005: Private Sessions
- 2006: The Bluegrass Legend
- 2007: The Best of Flatt and Scruggs TV Show Vol 1
- 2007: The Best of Flatt and Scruggs TV Show Vol 2
- 2007: The Best of Flatt and Scruggs TV Show Vol 3
- 2007: The Best of Flatt and Scruggs TV Show Vol 4
- 2008: The Best of Flatt and Scruggs TV Show Vol 5
- 2008: The Best of Flatt and Scruggs TV Show Vol 6
- 2009: The Best of Flatt and Scruggs TV Show Vol 7
- 2009: The Best of Flatt and Scruggs TV Show Vol 8
- 2010: The Best of Flatt and Scruggs TV Show Vol 9
- 2010: The Best of Flatt and Scruggs TV Show Vol 10